# Tetralycosa adarca
Tetralycosa adarca Framenau & Hudson, 2017 è un ragno appartenente alla famiglia Lycosidae.

## Etimologia
Il nome proprio deriva dal latino adarca, che significa "efflorescenza salina che si deposita sulle erbe palustri", in riferimento all'ambiente salino che è l'habitat di questi ragni.

## Caratteristiche
L'olotipo maschile ha una lunghezza totale di 15,32mm: il cefalotorace è lungo 7,99mm, e largo 6,02mm.
Il paratipo femminile ha una lunghezza totale di 16,17mm: il cefalotorace è lungo 8,08mm, e largo 5,73mm.

## Distribuzione
La specie è stata reperita nell'Australia meridionale. Di seguito alcuni rinvenimenti:
1. l'olotipo maschile rinvenuto nei pressi del Lago Acraman, in Australia meridionale nel luglio 1995.
2. il paratipo femminile con sacco ovigero, rinvenuto nei pressi del Lago Acraman, in Australia meridionale nel marzo 1993.
3. altro paratipo femminile con sacco ovigero, rinvenuto nella parte settentrionale del Lago Gairdner, in Australia meridionale.

## Tassonomia
Appartiene all'eyrei-group insieme a T. eyrei, T. halophila e T. williamsi.
Al 2021 non sono note sottospecie e dal 2017 non sono stati esaminati nuovi esemplari.